# João António da Silva Saraiva
João António da Silva Saraiva (Seia, Seia, 20 de Setembro de 1923 — Figueira da Foz, 3 de Abril de 1976) foi o 29.º bispo do Funchal (1965-1972) e o 62.º bispo de Coimbra e 27.º Conde de Arganil de juro e herdade (1972-1976).

## Biografia
D. João da Silva Saraiva entrou para o Seminário do Fundão com treze anos, passando depois para o Seminário Maior da Guarda, onde recebeu prima tonsura e ordens menores em Agosto de 1943. Enquanto seminarista, colaborou no jornal "Seia Católica" e foi co-fundador da revista "Vita Plena".
Foi convidado por D. José Alves Matoso, bispo da Guarda, a frequentar a Universidade Gregoriana.
Licenciou-se em Filosofia, fez o Doutoramento e defendeu tese com a obra O Pensamento Político de Salazar, publicada em 1953 pela Coimbra Editora.
Foi ordenado sacerdote em 1946 na Basílica dos Santos Apóstolos, em Roma, e celebrou a sua primeira missa nas Catacumbas de São Calisto.
Em 1950, foi nomeado prefeito e professor de Filosofia no Seminário Maior da Guarda.
Foi Vice-Reitor no Pontifício Colégio Português e, mais tarde, em 1960 ascendeu ao cargo de Reitor, funções que desempenhou até à elevação do Episcopado. Foi sagrado bispo pelo cardeal-patriarca de Lisboa, D. Manuel Gonçalves Cerejeira, em Roma, na Igreja de Santo António dos Portugueses. Participou nas sessões do Concílio Vaticano II.
Foi nomeado pelo Papa Paulo VI para entregar a Rosa de Ouro a Fátima, como preparação da sua visita papal.
Em 1965, tornou-se Bispo do Funchal. Em Agosto de 1972 foi transferido para a diocese de Coimbra, onde criou o Secretariado dos Jovens e acompanhou de muito perto a acção da Cáritas. Nomeou, igualmente, um Vigário Episcopal para o apostolado dos Leigos. É autor dum Missal Romano, de larga difusão nos anos de 1970 e de 1980.
Morreu durante uma Visita Pastoral na Figueira da Foz.